# GHV2
GHV2 (en förkortning för Greatest Hits Volume 2) är ett det andra greatest hits-albumet av den amerikanska popartisten Madonna, utgivet den 12 november 2001 på Maverick Records. Albumet innehåller 15 låtar från 1992 till 2001, utvalda av Madonna som påpekade att hon endast ville ha med "låtar som jag kan lyssna på fem gånger i rad". Som ett resultat innehåller albumet flera singlar som inte blev stora hits, såsom "Bedtime Story", "Human Nature", "What It Feels like for a Girl" och "Drowned World/Substitute for Love" medan låtar som "American Pie", "I'll Remember", "You'll See" och "This Used to Be My Playground" uteblev. Det är en uppföljare till The Immaculate Collection (1990) och släpptes i samband med livevideon Drowned World Tour 2001. Albumet innehöll inte några nya inspelningar, men en promosingel kallad "GHV2 Megamix" med mixer av Thunderpuss, John Rocks & Mac Quayle och Tracy Young gavs ut för att marknadsföra det.
Innan skivsläppet användes albumtiteln Greatest Hits: The Second Coming, vilket ändrades på begäran av Madonna som ville ha en titel att minnas. Albumet uppnådde amerikansk guld- och platinacertifiering den 12 december 2001 för en miljon sålda exemplar i USA. Det har sålts i över sju miljoner exemplar världen runt. Ett promoalbum med remixer, GHV2 Remixed: The Best of 1991–2001, har också släppts.

## Låtlista
| Nr  | Titel                                                                                            | Kompositör                                                                | Producent(er)                                          | Längd |
| --- | ------------------------------------------------------------------------------------------------ | ------------------------------------------------------------------------- | ------------------------------------------------------ | ----- |
| 1.  | Deeper and Deeper (7" edit) (från Erotica, 1992)                                                 | Madonna, Shep Pettibone, Anthony Shimkin                                  | Madonna, Pettibone                                     | 4:54  |
| 2.  | Erotica (radio edit) (från Erotica, 1992)                                                        | Madonna, Pettibone, Shimkin                                               | Madonna, Pettibone                                     | 4:33  |
| 3.  | Human Nature (radio version) (från Bedtime Stories, 1994)                                        | Madonna, Dave "Jam" Hall, Shawn McKenzie, Kevin McKenzie, Michael Deering | Madonna, Hall                                          | 4:31  |
| 4.  | Secret (edit) (från Bedtime Stories, 1994)                                                       | Madonna, Dallas Austin, Pettibone                                         | Madonna, Austin                                        | 4:30  |
| 5.  | Don't Cry for Me Argentina (radio edit) (från Evita, 1996)                                       | Tim Rice, Andrew Lloyd Webber                                             | Nigel Wright, Alan Parker, Lloyd Webber, David Caddick | 4:50  |
| 6.  | Bedtime Story (edit) (från Bedtime Stories, 1994)                                                | Nellee Hooper, Björk, Marius de Vries                                     | Hooper, Madonna                                        | 4:07  |
| 7.  | The Power of Good-Bye (från Ray of Light, 1998)                                                  | Madonna, Rick Nowels                                                      | Madonna, William Orbit, Patrick Leonard                | 4:11  |
| 8.  | Beautiful Stranger (William Orbit radio edit) (från Austin Powers: The Spy Who Shagged Me, 1999) | Madonna, Orbit                                                            | Madonna, Orbit                                         | 3:57  |
| 9.  | Frozen (single edit) (från Ray of Light, 1998)                                                   | Madonna, Leonard                                                          | Madonna, Orbit, Leonard                                | 5:09  |
| 10. | Take a Bow (single edit) (från Bedtime Stories, 1994)                                            | Babyface, Madonna                                                         | Babyface, Madonna                                      | 4:31  |
| 11. | Ray of Light (radio edit) (från Ray of Light, 1998)                                              | Madonna, Orbit, Clive Muldoon, Dave Curtis, Christine Leach               | Madonna, Orbit                                         | 4:35  |
| 12. | Don't Tell Me (från Music, 2000)                                                                 | Madonna, Mirwais Ahmadzaï, Joe Henry                                      | Madonna, Ahmadzai                                      | 4:40  |
| 13. | What It Feels Like for a Girl (från Music, 2000)                                                 | Madonna, Guy Sigsworth, David Torn                                        | Madonna, Sigsworth, Mark "Spike" Stent                 | 4:44  |
| 14. | Drowned World/Substitute for Love (från Ray of Light, 1998)                                      | Madonna, Orbit, Rod McKuen, Anita Kerr, David Collins                     | Madonna, Orbit                                         | 5:09  |
| 15. | Music (från Music, 2000)                                                                         | Madonna, Ahmadzai                                                         | Madonna, Ahmadzai                                      | 3:45  |

## Listplaceringar
| Lista (2001)        | Högsta position |
| ------------------- | --------------- |
| Australien          | 3               |
| Danmark             | 19              |
| Finland             | 11              |
| Frankrike           | 2               |
| Japan               | 14              |
| Mexiko              | 8               |
| Nederländerna       | 13              |
| Norge               | 5               |
| Nya Zeeland         | 8               |
| Polen               | 21              |
| Spanien             | 3               |
| Schweiz             | 3               |
| Storbritannien      | 2               |
| Sverige             | 23              |
| Tjeckien            | 19              |
| Tyskland            | 3               |
| Ungern              | 8               |
| USA (Billboard 200) | 7               |

### Fotnoter
1. ↑  Erlewine, Stephen Thomas. "GHV2 – Madonna". Allmusic. Rovi Corporation. Läst 14 september 2013.
2. ↑  Arthington, Mirra (2007-10-07). "Warner finds solace in farewell CD". Music Week (London) 32 (09): 21. ISSN 0265-1548.
3. ↑  ”グレイテスト・ヒッツ　Ｖｏｌ．２” (på japanska). Oricon. 10 november 2001. http://www.oricon.co.jp/prof/artist/162927/products/music/458984/1/. Läst 10 juli 2010.
4. ↑  Salaverri, Fernando (2005). Sólo éxitos: año a año, 1959–2002 (1st). Spain: Fundación Autor-SGAE. ISBN 84-8048-639-2. Läst 13 juli 2010
5. ↑  "GHV2 - Madonna" Arkiverad 22 augusti 2015 hämtat från the Wayback Machine.. Billboard. Läst 14 september 2013.